# Schweizer Philosophie-Olympiade
Die Schweizer Philosophie-Olympiade (SPO) ist ein jährlich stattfindender Schülerwettbewerb zur Selektion der Kandidatinnen und Kandidaten, welche die Schweiz an der Internationalen Philosophie-Olympiade (IPO) vertreten.
Die SPO wird vom Verein SwissPhilO organisiert. Zweck der Philosophie-Olympiade ist es, die Philosophie und den intellektuellen Austausch unter jungen Menschen zu fördern. Der Verein SwissPhilO ist Mitglied des Schweizer Dachverbandes der Wissenschafts-Olympiade.

## Geschichte
Gründung und erste Jahre
Die Schweizer Philosophie-Olympiade wurde 2005 vom Philosophielehrer Jonas Pfister gegründet. Am ersten nationalen Wettbewerb nahmen schweizweit sieben Schüler teil. Im Mai 2006 vertrat zum ersten Mal eine Delegation die Schweiz an einer Internationalen Philosophie-Olympiade. Die Teilnehmendenzahl stieg in den folgenden Jahren an. 2023 wurden 140 Essay eingereicht.
Vereinsgründung und Verbandseintritt
Zur Sicherstellung der Organisation der SPO wurde der Verein SwissPhilO gegründet. 2011 trat der Verein zunächst als assoziiertes Mitglied dem Verband Wissenschafts-Olympiade bei, 2015 als Vollmitglied.
Einführung von Halbfinals
Nachdem die Teilnehmerzahl auf über 100 angestiegen war und zur Erhöhung der Anzahl Schülerinnen und Schüler, die im Rahmen der SPO an philosophischen Workshops teilnehmen können, wurden 2013 Halbfinals eingeführt.

### Einführung einer Vorrunde
Nachdem 2024 175 Essays eingereicht wurden, wurde eine Vorrunde in Form eines Multiple-Choice-Tests eingeführt.

## Ablauf des Wettbewerbs
Nach der Vorrunde orientiert sich die Aufgabe im Wettbewerb an derjenigen der IPO. Sie besteht jeweils darin, einen philosophischen Essay zu einem von vier Themen zu schreiben. Unter einem philosophischen Essay wird dabei die begründete Verteidigung einer These verstanden.  Die Themen, die jeweils aus verschiedenen Bereichen der Philosophie stammen, sind entweder Fragen oder Zitate. In der ersten Essayrunde können die Essays an der Schule oder zu Hause geschrieben werden. In der zweiten Runde, den Halbfinals, haben die Kandidaten zwei Stunden Zeit, am Final wie an der IPO vier Stunden. Die Essays werden jeweils von einer Jury hinsichtlich der fünf Kriterien der IPO bewertet: Relevanz, Kohärenz, Philosophisches Wissen, Argumentation und Originalität. Für die Halbfinals können sich jeweils ca. 12–15 Schülerinnen qualifizieren, für den Final ebenfalls 12–15. Am Final werden symbolische Medaillen vergeben, 2 Bronze-, 2 Silber- und 2 Goldmedaillen. Die Gewinner der Goldmedaillen qualifizieren sich damit zugleich für die Teilnahme an der Internationalen Olympiade.

## Bisherige nationale Olympiaden
| Nr | Jahr | Austragungsort | Gold                                               | Gold                                                      |
| -- | ---- | -------------- | -------------------------------------------------- | --------------------------------------------------------- |
| 1  | 2006 | Bern           | Adriano Mannino (Gymnasium Interlaken)             | Thaddäus Perrot (Kantonsschule Stadelhofen)               |
| 2  | 2007 | Bern           | Christian Tenisch (Kollegium Spiritus Sanctus)     | Lukas Stucki (Gymnasium Neufeld)                          |
| 3  | 2008 | Bern           | Conrad Krausche (NMS Bern)                         | Antoine Vuille (Lycée Jean Piaget)                        |
| 4  | 2009 | Fribourg       | Jason Morris (Gymnasium Köniz-Lerbermatt)          | Corinne Ecoffey (Collège Ste.-Croix)                      |
| 5  | 2010 | Bern           | Samuel Grütter (Gymnasium Kirchenfeld)             | Muriel Leuenberger (Kantonsschule Zofingen)               |
| 6  | 2011 | Brig           | Thierry Schütz (Kantonsschule Freudenberg)         | Samuel Prenner (Kantonsschule Zürcher Oberland)           |
| 7  | 2012 | Luzern         | Léonore Stangherlin (Collège Madame de Staël)      | Anna Kräuchi (Gymnasium Neufeld)                          |
| 8  | 2013 | Luzern         | Léonore Stangherlin (Collège Madame de Staël)      | Patrick Coté (Kantonsschule Wettingen)                    |
| 9  | 2014 | Luzern         | Lara Gafner (Gymnasium Neufeld)                    | Stéphanie Pereiras Gomes (Collège Voltaire)               |
| 10 | 2015 | Luzern         | Lara Gafner (Gymnasium Neufeld)                    | Elias Meile (Kantonsschule am Burggraben)                 |
| 11 | 2016 | Luzern         | Aline Rickli (Kantonsschule Zürcher Oberland)      | Jan Brändle (Kantonsschule Zürcher Oberland)              |
| 12 | 2017 | Luzern         | Anna Sutter (Gymnasium Kirchenfeld)                | Isaias Moser (Kantonsschule Zürcher Oberland)             |
| 13 | 2018 | Bern           | Rafaela Schinner (Kollegium Spiritus Sanctus Brig) | Svenja Hammer (Stiftsschule Einsiedeln, Schwyz)           |
| 14 | 2019 | Bern           | Oona Wälti (Gymnasium Neufeld)                     | Arianna Volpi (Institut Florimont)                        |
| 15 | 2020 | online         | Manuel Beckert (Gymnasium Neufeld)                 | Severin Rohrer (Kantonsschule am Burggraben)              |
| 16 | 2021 | online         | Yuhua Gao (Hull’s School Zürich)                   | Nitya Rajan (Collège St. Michel)                          |
| 17 | 2022 | Bern           | Noah Rosenbaum (Gymnasium Oberwil)                 | Philipp Altmann (Gymnasium am Münsterplatz)               |
| 18 | 2023 | Bern           | Guihlem Demierre (Collège de Gambach)              | Yannis Müller (Gymnasium Muttenz)                         |
| 19 | 2024 | Bern           | Hannah Janjic (Hull’s School Zurich)               | Alya Christen (Gymnasium Neufeld)                         |
| 20 | 2025 | Basel          | Joshua Freiermuth (Gymnasium Kirschgarten)         | Gabriel Pospesel (International School of Zug and Luzern) |

## Teilnahmen und Erfolge an der Internationalen Philosophie-Olympiade
| Jahr | Austragungsort          | Gold | Silber          | Bronze | Honourable Mention               | Bemerkungen |
| ---- | ----------------------- | ---- | --------------- | ------ | -------------------------------- | --- |
| 2006 | Cosenza (Italien)       |      |                 |        | Conrad Krausche                  | Anstelle von Adriano Mannino nimmt Conrad Krausche (NMS Bern) teil. Der in der Schweiz ausgebildete Maximilian Huber nimmt für Österreich teil und gewinnt eine Honourable Mention. |
| 2007 | Antalya (Türkei)        |      |                 |        |                                  | |
| 2008 | Iaşi (Rumänien)         |      | Conrad Krausche |        | Antoine Vuille                   | |
| 2009 | Helsinki (Finnland)     |      |                 |        |                                  | |
| 2010 | Athen (Griechenland)    |      |                 |        | Muriel Leuenberger               | |
| 2011 | Wien (Österreich)       |      |                 |        | Thierry Schütz                   | |
| 2012 | Oslo (Norwegen)         |      |                 |        |                                  | Anstelle von Anna Kräuchi nimmt Tatiana Hirschi (Kantonsschule Zürcher Oberland) teil |
| 2013 | Odense (Dänemark)       |      |                 |        | Léonore Stangherlin Patrick Coté | Beste Schweizer Teamleistung an einer Internationalen Wissenschafts-Olympiade 2013 |
| 2014 | Vilnius (Litauen)       |      |                 |        |                                  | |
| 2015 | Tartu (Estland)         |      |                 |        | Lara Gafner                      | |
| 2016 | Ghent (Belgien)         |      |                 |        | Jan Brändle                      | |
| 2017 | Rotterdam (Niederlande) |      |                 |        | Isaias Moser                     | |
| 2018 | Bar (Montenegro)        |      |                 |        |                                  | |
| 2019 | Rom (Italien)           |      |                 |        | Oona Wälti                       | Anstelle von Arianna Volpi nimmt Svenja Freidig (Gymnasium Hofwil) teil |
| 2020 | online (Slowenien)      |      |                 |        |                                  | Anstelle von Manuel Beckert und Severin Rohrer nehmen Emilie Dill (Institut Florimont) und Mircea-Petru Ditiu (Ecole internationale de Genève) teil. |
| 2021 | online (Slowenien)      |      |                 |        | Yuhua Gao Nitya Rajan            | |
| 2022 | Lissabon (Portugal)     |      |                 |        | Noah Rosenbaum                   | Anstelle von Philipp Altmann nimmt Mathys Douma (Lycée cantonal Porrentruy, JU) teil. |
| 2023 | Olympia (Griechenland)  |      |                 |        | Yannis Müller                    | Anstelle von Guihlem Demierre nimmt Fares Mourad (Hull’s School Zürich) teil. |
| 2024 | Helsinki (Finnland)     |      |                 |        |                                  | Erstmals nimmt neben der Schweizer Delegation eine im Rahmen der Schweizer Philosophie-Olympiade selektierte Delegation für das Fürstentum Liechtenstein teil. |
| 2025 | Bari (Italy)            |      | Filipa Lüthy    |        |                                  | Der Goldmedaillengewinner Joshua Freiermuth wurde aus Altersgründen für die Internationale Philosophie-Olympiade nicht zugelassen. An seiner Stelle trat Hannah Furer (Gymnasium Neufeld) an. Ausserdem hat der Goldmedaillengewinner Gabriel Pospesel seine Teilnahme an der Internationalen Philosophie-Olympiade wegen Terminkonflikten mit den International Baccalaureate-Prüfungen im Mai 2025 aufgegeben. An seiner Stelle trat Filipa Lüthy (Gymnasium Liestal) an und gewann mit Silber die erst zweite Medaille für die Schweiz. |